# North Sea Stories
North Sea Stories från 2013 är den svenska vokalgruppen Irmelins tredje musikalbum. Skivan innehåller sånger från länderna kring Nordsjön.

## Låtlista
1. Det finns en tid för allt (Eva Rune) – 1:19
2. Gammelkäring (Hanne Kjersti Yndestad) – 1:55
3. The Sound of Tear Not Cried (Karine Polwart) – 2:49
4. Follow the Heron (Karine Polwart) – 2:33
5. En sjömans begravning (Susanne Rosenberg/Maria Misgeld) – 4:48
6. Da hömin (trad/Karin Ericsson Back) – 3:10
7. Ack jag som många andra (Karl Viktor Bondesson) – 3:19
8. Så mörk är ej natt (trad/Lina Sandell) – 2:47
9. Écoutez (Ben Benoit) – 4:20
10. The Moving On Song (Ewan MacColl) – 2:01
11. Ingen fågel flyger så högt (Eli Storbekken) – 1:58
12. The Death of Queen Jane (Karine Polwart) – 2:54
13. Minnie of Shirva's Cradle Song (trad) – 2:44
14. Awkward Annie (Kate Rusby) – 2:15
15. Vi styrde utöver Atlanten (trad/Sigurd Sternvall) – 1:55

## Medverkande
- Eva Rune – sång
- Karin Ericsson Back – sång
- Maria Misgeld – sång